# 职业杀手 (电影)
《职业杀手》（英語：Hit Man）是一部2023年美國浪漫动作喜剧片，由理查德·林克莱特执导，林克莱特与格倫·鮑威爾编剧，鲍威尔与安卓·亞霍娜主演，改编自《德州月刊》杂志的一篇同名文章。电影讲述休斯敦扮演职业杀手的卧底警察拯救一名女性的故事。
电影于2023年9月在第80屆威尼斯影展全球首映，在2023年多伦多国际电影节北美首映，2024年5月24日在加拿大戲院上映，2024年5月31日在台灣、西班牙、葡萄牙、義大利等國家戲院上映，Netflix則搶下美國版權，2024年5月24日在美國有限上映，2024年6月7日在美國獨家上架，泰國、阿根廷於2024年6月20日戲院上映，德國則於2024年7月4日戲院上映。

## 演员
- 格倫·鮑威爾 饰 盖瑞·约翰逊（Gary Johnson），在大學開設心理學與哲學課程，也懂電子產品，並且在警察局協助辦案，原本負責監聽，因為原本負責擔任假殺手的警察因故停職，因此臨時上場，成為假殺手。
- 安卓·亞霍娜 饰 麦迪·马斯特斯（Maddy Masters），一次任務時蓋瑞認識的有錢少婦，因為想殺丈夫而與蓋瑞見面。蓋瑞決定勸退她，避免她被抓。之後成為蓋瑞的情人。
- 奥斯汀·阿梅里奥（英语：Austin Amelio） 饰 加斯帕（Jasper），卧底警察，因為臥底時毆打青少年被停職，對於蓋瑞取代他的工作有所不滿。
- 瑞塔（英语：Retta） 饰 克勞黛特（Claudette），職業警察，蓋瑞的警察同事。
- 桑杰·拉奥（Sanjay Rao） 饰 菲爾（Phil），職業警察，蓋瑞的警察同事。
- 埃文·霍兹曼（Evan Holtzman）饰 雷·马斯特斯（Ray Masters），麦迪的丈夫，因為麦迪想與他離婚而不滿，之後找上蓋瑞想殺麦迪。
- 莫莉·伯纳德（英语：Molly Bernard） 饰 艾莉莎（Alisha），盖瑞的前妻。

## 制作
2022年的戛纳电影市场举行前，有消息指新片《职业杀手》将面向海外发行公司发售。该片改编自斯基普·霍兰兹沃斯刊载在《德州月刊》杂志的同名文章，由理查德·林克莱特和格倫·鮑威爾共同编剧，其中林克莱特担任导演，鲍威尔与安卓·亞霍娜共同担任主演。AGC工作室表示，在2022年多倫多國際電影節上，电影的国际发行权卖出了非常好的价钱。2022年10月，奥斯汀·阿梅里奥、瑞塔和莫莉·伯纳德加盟剧组。
拍摄工作于2022年10月在新奥尔良展开，同年11月杀青。

## 发行
电影于2023年9月5日在第80屆威尼斯影展上首映，9月11日在2023年多伦多国际电影节北美首映。

## 反响
爛番茄網站根據141名影評人打出97%的新鲜度（15条评价），平均得分达8.2/10。